# Stichopogon
Stichopogon is een vliegengeslacht uit de familie van de roofvliegen (Asilidae).

## Soorten
- S. abdominalis Back, 1909
- S. aequetinctus Becker, 1910
- S. albellus Loew, 1856
- S. albimystax Joseph & Parui, 1988
- S. albofasciatus (Meigen, 1820)
- S. ammophilus Lehr, 1975
- S. angustifrons Theodor, 1980
- S. araxicola Richter, 1979
- S. arenicola Wilcox, 1936
- S. argenteus (Say, 1823)
- S. auctus Bezzi, 1912
- S. aurigerum Lehr, 1984
- S. auritinctus Abbassian-Lintzen, 1964
- S. bancrofti Hardy, 1934
- S. barbiellinii Bezzi, 1910
- S. barbistrellus Loew, 1854
- S. basiti Joseph & Parui, 1992
- S. beckeri Bezzi, 1910
- S. bedae Hradský & Geller-Grimm, 1996
- S. bengalensis Joseph & Parui, 1997
- S. biharilali Joseph & Parui, 1992
- S. caffer Hermann, 1907
- S. californica Zhang, Scarbrough & Yang, 2012
- S. callidus Richter, 1966
- S. canariensis Becker, 1908
- S. canus Séguy, 1932
- S. catulus Osten-Sacken, 1887
- S. caucasicus Bezzi, 1910
- S. colei Bromley, 1934
- S. coquilletti (Bezzi, 1910)
- S. chrysostoma Schiner, 1867
- S. deserti Theodor, 1980
- S. dorsatus Becker, 1915
- S. dubiosus Villeneuve, 1920
- S. elegantulus

Elegante zandroofvlieg (Wiedemann in Meigen, 1820)
- S. eluruensis Joseph & Parui, 1997
- S. fragilis Back, 1909
- S. gracilifemur Nagatomi, 1983
- S. gussakovskii Lehr, 1975
- S. gymnurus Oldroyd, 1948
- S. hermanni Bezzi, 1910
- S. inaequalis Loew, 1847
- S. inconstans (Wiedemann, 1828)
- S. indicus Joseph & Parui, 1984
- S. infuscatus Bezzi, 1910
- S. irwini Londt, 1979
- S. kerteszi Bezzi, 1910
- S. kerzhneri Lehr, 1975
- S. mahatoi Joseph & Parui, 1999
- S. marinus Efflatoun, 1937

- S. maritima (Hardy, 1934)
- S. maroccanus (Becker, 1913)
- S. menoni Joseph & Parui, 1997
- S. meridionalis Oldroyd, 1948
- S. minor Hardy, 1934
- S. mitjaevi Lehr, 1975
- S. modestus Lehr, 1975
- S. molkovskii (Lehr, 1964)
- S. moremiensis Londt, 1979
- S. mukherjeei Joseph & Parui, 1999
- S. muticus Bezzi, 1910
- S. nartshukae Lehr, 1975
- S. nigritus (Paramonov, 1930)
- S. obscurus (Hardy, 1928)
- S. ocrealis (Rondani, 1863)
- S. oldroydi Joseph & Parui, 1993
- S. parvipulvillatus Lehr, 1975
- S. parvulus (Bigot, 1859)
- S. peregrinus Osten-Sacken, 1882
- S. pholipteron Richter, 1973
- S. pritchardi Bromley, 1951
- S. punctiferus Bigot, 1878
- S. punctum Loew, 1851
- S. pusio (Macquart in Lucas, 1849)
- S. pygmaeus (Macquart in Lucas, 1849)
- S. ramakrishnai Joseph & Parui, 1988
- S. rivulorum Lehr, 1975
- S. rubzovi Lehr, 1975
- S. salinus (Melander, 1924)
- S. scaliger Loew, 1847
- S. schineri Koch, 1872
- S. schnusei (Bezzi, 1910)
- S. selenginus Lehr, 1984
- S. septemcinctus Becker, 1908
- S. sogdianus Lehr, 1975
- S. stackelbergi Lehr, 1975
- S. surcoufi Villeneuve, 1920
- S. tomentosus Oldroyd, 1948
- S. tridactylophagus Lehr, 1975
- S. trifasciatus (Say, 1823)
- S. umkomaasensis Oldroyd, 1974
- S. unicolor Ricardo, 1925
- S. venustus Richter, 1963
- S. vernaculus (White, 1918)
- S. villiersi Séguy, 1955